# Vibrator
Vibrátor je mehanična priprava za spolno vzburjanje (predvsem žensk). Po obliki običajno spominja na penis, je različnih velikosti in opremljen z baterijami vibrira ob vklopu.
Uporablja se za samozadovoljevanje in tudi za spolnost v dvoje. Največkrat se uporablja v notranjosti vagine, v anusu in tudi v drugih telesnih odprtinah. Ima tudi nastavitev za moč vibracije.
Tudi mobilni telefoni imajo vibrator, ki pa je namenjen opozarjanju na klic, kadar je glasno zvonjenje izklopljeno.